# Jennifer Egan
Jennifer Egan (Chicago, 1962. szeptember 7. –) amerikai regény- és novellaíró. A Visit from the Goon Squad című regénye 2011-ben elnyerte a Pulitzer-díjat és a National Book Critics Circle szépirodalmi díját. 2018 és 2020 között a PEN America elnöke volt.

## Fiatalkora
A Katherine Delmar Burke School és a Lowell High School elvégzése után Egan a Pennsylvaniai Egyetemen angol irodalmat hallgatott. Az egyetemi évei alatt Steve Jobs-szal járt, aki egy Macintosh számítógépet szerelt a hálószobájába. A diploma megszerzése után két évet töltött a cambridge-i St John's College-ban, amit egy Thouron-díj támogatott, ahol megszerezte az M.A.-t. 1987-ben New Yorkba jött, és különféle munkákat vállalt, többek között a World Trade Centerben dolgozott vendéglátósként, miközben írni tanult.

## Pályafutása
A New Yorkerben, a Harper's-ben, a Zoetrope-ban és a Ploughshares című folyóiratokban publikált rövid novellákat, újságírói írásai pedig gyakran jelennek meg a New York Times Magazin-ban. Első regénye, a The Invisible Circus 1995-ben jelent meg, és 2001-ben azonos címmel filmet is forgattak belőle. 2001-ben egy novelláskötete és hat regénye jelent meg, amelyek közül a Look at Me 2001-ben a National Book Award döntőjébe került.
Egan habozott, hogy az A Visit from the Goon Squad-ot regénynek vagy novellagyűjteménynek minősítse, mondván: "El akartam kerülni a központosítást. Polifóniát akartam. Oldalirányú érzést akartam, nem pedig előremutatót. Az alapszabályaim a következők voltak: minden darabnak nagyon különbözőnek kell lennie, más-más nézőpontból. Később tulajdonképpen megpróbáltam ezt a szabályt megszegni; ha szabályt alkotsz, akkor azt meg is kell szegni!". A könyvben olyan műfaji eltéréseket tartalmazó tartalmak találhatók, mint például egy fejezet, amely teljes egészében Microsoft PowerPoint prezentációként van megformázva. Az inspirációjáról és a munkához való hozzáállásáról így nyilatkozott: "Nem lineárisan élem meg az időt. Olyan rétegekben tapasztalom meg, amelyek úgy tűnik, hogy egymás mellett léteznek... Az egyik dolog, ami megkönnyíti ezt a fajta időutazást, a zene, ezért gondolom, hogy a zene végül is olyan fontos része lett a könyvnek. Emellett Proustot is olvastam. Ő megpróbálja – bizonyos szempontból – nagyon sikeresen megragadni az idő múlását, a tudat minőségét és a linearitás megkerülésének módjait, ami a prózaírás furcsa csapása.".

## Díjai

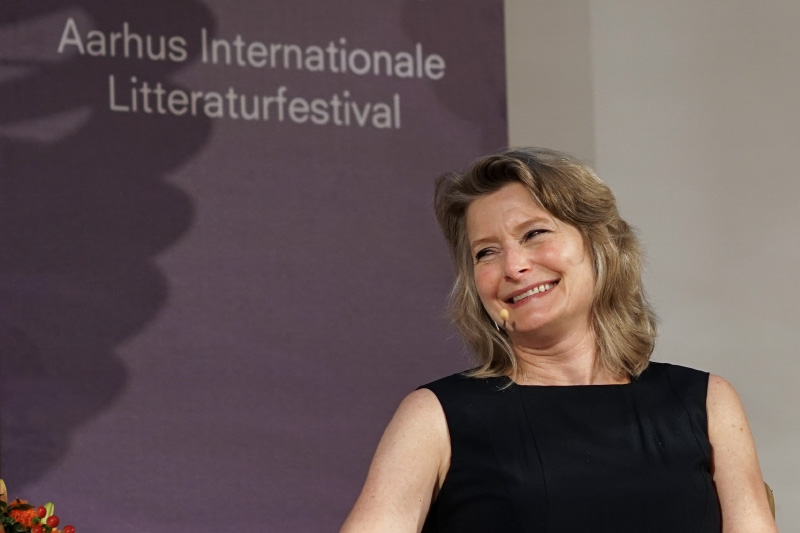
Egan at LiteratureXchange Festival in Aarhus (Denmark 2019)

1986-ban Thouron-díjat kapott, National Endowment for the Arts ösztöndíjban részesült, 1996-ban pedig Guggenheim-ösztöndíjat kapott. 2002-ben címlapsztorit írt hajléktalan gyerekekről, amelyért Carroll Kowal újságírói díjat kapott. 2004-2005-ben a New York-i Közkönyvtár Dorothy és Lewis B. Cullman Center for Scholars and Writers ösztöndíjasa volt. A bipoláris zavarokkal küzdő gyerekekről szóló 2008-as története elnyerte a National Alliance on Mental Illness kiemelkedő médiadíját. 2011-ben döntős volt a PEN Faulkner-díj szépirodalmi kategóriájában. Ugyanebben az évben elnyerte a National Book Critics Circle Award (Fiction), a Los Angeles Times Book Prize és a Pulitzer-díjat A Visit from the Goon Squad című írásával.
2018-ban elnyerte az Andrew Carnegie Medal-t a Manhattan Beach című regényéért. A regény a 2017-es National Book Award hosszúlistáján is szerepelt.

## Fogadtatása

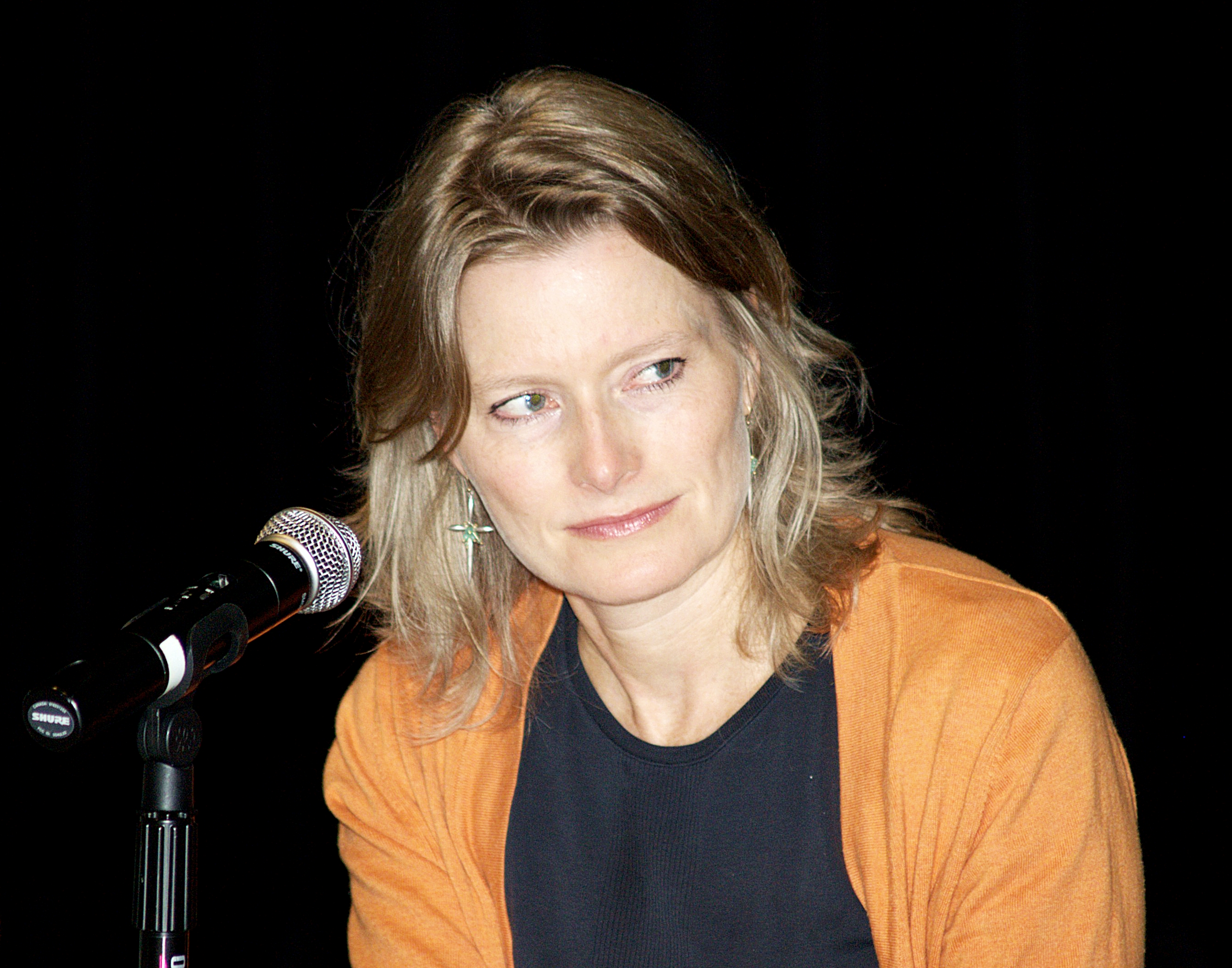
A 2010-es Brooklyn Book Festival-on

Az akadémiai irodalomkritikusok különböző kontextusokban vizsgálták Egan munkásságát. David Cowart az A Visit from the Goon Squad című művét úgy olvasta, mint aki adós a modernista írással, de közelebbi rokonságot mutat a posztmodernizmussal, amelyben "a szülői posztmodernekkel a saját helyükön találkozik; ugyanígy a nagyszülői moderneket is tiszteli, még akkor is, amikor törlés alá helyezi mitográfiájukat, és lebontja a legfelsőbb fikcióikat" – ezt a szempontot Adam Kelly is érintette.
Baoyu Nie alternatív módon arra összpontosított, hogy "Egan a második személyű elbeszélő technika alkalmazásával hogyan vonja be az olvasót a címzett szerepébe" a Twitter-fikcióiban. Végül Martin Paul Eve azzal érvelt, hogy maga az egyetem "számszerűsíthetően nagyobb teret kap Egan művében, mint ami a szigorú társadalmi mimézis alapján megérdemelné", ami arra késztette, hogy Egan regényeit a metafikció történetébe sorolja.
2013-ban a londoni Birkbeck Egyetemen tartották az első, Egan munkásságának szentelt tudományos konferencia-rendezvényt "Láthatatlan cirkusz: Nemzetközi konferencia Jennifer Egan munkásságáról" címmel.

## Idézet
Az interneten a hazugság és az igazság ugyanúgy néz ki. Ez a hivatásos hazudozóknak kedvez, akik kihasználják, hogy az amerikaiak kétharmada a közösségi médiából szerzi híreit, és ezeket a platformokat arra használják, hogy a hazugságokat pénzkereseti vállalkozásként forgalmazzák... a személyes hírnév eszközeként, vagy külföldi hatalmak, például Kína és Oroszország számára propaganda terjesztésére, a szavazók és ezáltal a választások befolyásolásának reményében. 

## Magánélete
Jennifer Egan a brooklyni Clinton Hillben él férjével és két fiával.

## Könyvei

### Regények
- The Invisible Circus (1994)
- Look at Me (2001)
- The Keep (2006)
- A Visit from the Goon Squad (2010)
- Manhattan Beach (2017)
- The Candy House (2022)

### Novellák
- Emerald City (novellagyűjtemény; 1993, Egyesült Királyság; az USA-ban 1996-ban jelent meg)[28]
- "Black Box" (novella; 2012, USA; megjelent a The New Yorker Twitter fiókján)

### Magyarul megjelent
- Az elszúrt idő nyomában (A Visit from the Goon Squad) – Libri, Budapest, 2013 · ISBN 978-963-310-204-6 · Fordította: Simon Márton
  - 2. jav. kiad.; Jelenkor, Budapest, 2019
- Manhattan Beach (Manhattan Beach) – Jelenkor, Budapest, 2021 · ISBN 978-963-676-728-0 · Fordította: Simon Márton
- A mézeskalács ház (The Candy House) – Jelenkor, Budapest, 2023 · ISBN 978-963-518-244-2 · Fordította: Farkas Krisztina

## Egyéb információk
- Honlapja
- Jennifer Egan az Internet Movie Database oldalon (angolul)
- Jennifer Egan: Chronological Bibliography of First Editions

## Fordítás
- Ez a szócikk részben vagy egészben  a   Jennifer Egan című angol Wikipédia-szócikk fordításán alapul.  Az eredeti cikk szerkesztőit annak laptörténete sorolja fel. Ez a jelzés csupán a megfogalmazás eredetét és a szerzői jogokat jelzi, nem szolgál a cikkben szereplő információk forrásmegjelöléseként.